# Шпис-Феррис, Элинор
Элинор Шпис-Феррис (англ. Eleanor Spiess-Ferris; род.  1941) — американская художница-символистка.
Ее многочисленные работы показывают мощное влияние испанской и индейской культур северного Нью-Мексико, где она выросла. 

## Биография
Родилась 3 июля 1941 года в городе Лас-Вегасе, штат Нью-Мексико, где росла на небольшой родительской ферме. Ее отец — Уолдо Списс (Waldo Spiess), был адвокатом с немецкими и ирландскими корнями, впоследствии стал председателем Апелляционного суда штата Нью-Мексико; мать — Харриет (Harriette), происходила от ранних испанских поселенцев на территории США. 
Элинор получила степень бакалавра изящных искусств в Университете Нью-Мексико, после чего посещала Чикагский художественный институт. 
В 1962 году она вышла замуж за чикагского художника и дизайнера игрушек Майка Ферриса (Mike Ferris, 1938—2000). У них было двое детей: дочь Эмил Феррис (художница, род. 1962) и Майкл Феррис-младший (скульптор, род. 1969), женившийся на нью-йоркской художнице Розмари Фиоре (Rosemarie Fiore). Элинор и ее муж недолго жили в Альбукерке, затем вернулись в Чикаго в конце 1960-х годов. 
Шпис-Феррис — преподаватель живописи и рисунка на факультете художественного центра The Art Center of Evanston, штат Иллинойс.

## Творчество
Элинор Шпис-Феррис на протяжении свыше четырех десятилетий создала большое количество представленных на выставках работ маслом, гуашью и карандашом Конте. В более поздний период она занималась керамикой. Ее работы смешивают мифологические, духовные, психологические, экологические и феминистские темы в сказочных контекстах. Художница опирается в своих работах на воспоминания детства в высокогорной части штата  Нью-Мексико. Она свободно играет с идеями символического искусства, превращая фигуры женщин в корни, деревья, листья и птиц. 
Работы художницы объединяют элементы сюрреализма, символизма и экспрессионизма и указывают на произведения Иеронима Босха, Поля Дельво и Джеймса Энсора — художников, которые повлияли на ее художественное развитие.
Шпис-Феррис была удостоена многочисленных наград, в том числе грантов Artist-in-Residence grants at Anchor Graphics and Paper Press и Illinois Arts Council Fellowship Grant, а также премии Vielehr Award Художественного института Чикаго.
Она была участницей многих выставок, главными из которых были:
- 2014 год — Inside the Outside Imagism, Художественный центр Гайд-парка, Чикаго
- 2013 год — Fecundity, Packer Schopf Gallery, Чикаго
- 2012 год — Ophelia’s Gardens, JRB Gallery, Оклахома-Сити
- 2011 год — Shallow Waters, Augustana College, Су-Фолс
- 2010 год — Paintings of a Suffering Planet, Университет Западного Иллинойса[англ.], Макомб
- 2006 год — Water and Other Wise, Чикаго
- 2002 год — Regeneration, Zaks Gallery, Чикаго
- 1999 год — New Works, Zaks Gallery, Чикаго
- 1996 год — The Goddess Series, Shircliff Gallery of Art, Винсенс
- 1994 год — Works on Paper, Zaks Gallery, Чикаго
- 1990 год — New Works, Zaks Gallery, Чикаго
- 1987 год — Beamish Mummery, Chicago Cultural center, Чикаго
- 1984 год — New Works, Eleanor Spiess-Ferris, van Stratten Gallery, Чикаго